# Shakespeares Quartos
Mit Quarto bezeichnet man die frühen 22 Einzeldrucke von 20 der Shakespeare-Dramen, die als erste Druckausgaben alle mit Ausnahme der Quarto-Edition von Othello (1622) zu Shakespeares Lebzeiten veröffentlicht wurden und denen als früheste erhaltene Quellentexte für heutige wissenschaftliche Ausgaben aus editionskritischer Sicht eine große Bedeutung zukommt. Der Name an sich meint eigentlich nur das Papierformat Quart, auf dem sie gedruckt wurden. Von verschiedenen dieser Stücke existieren mehrere Quartoausgaben.

## Allgemeiner Überblick

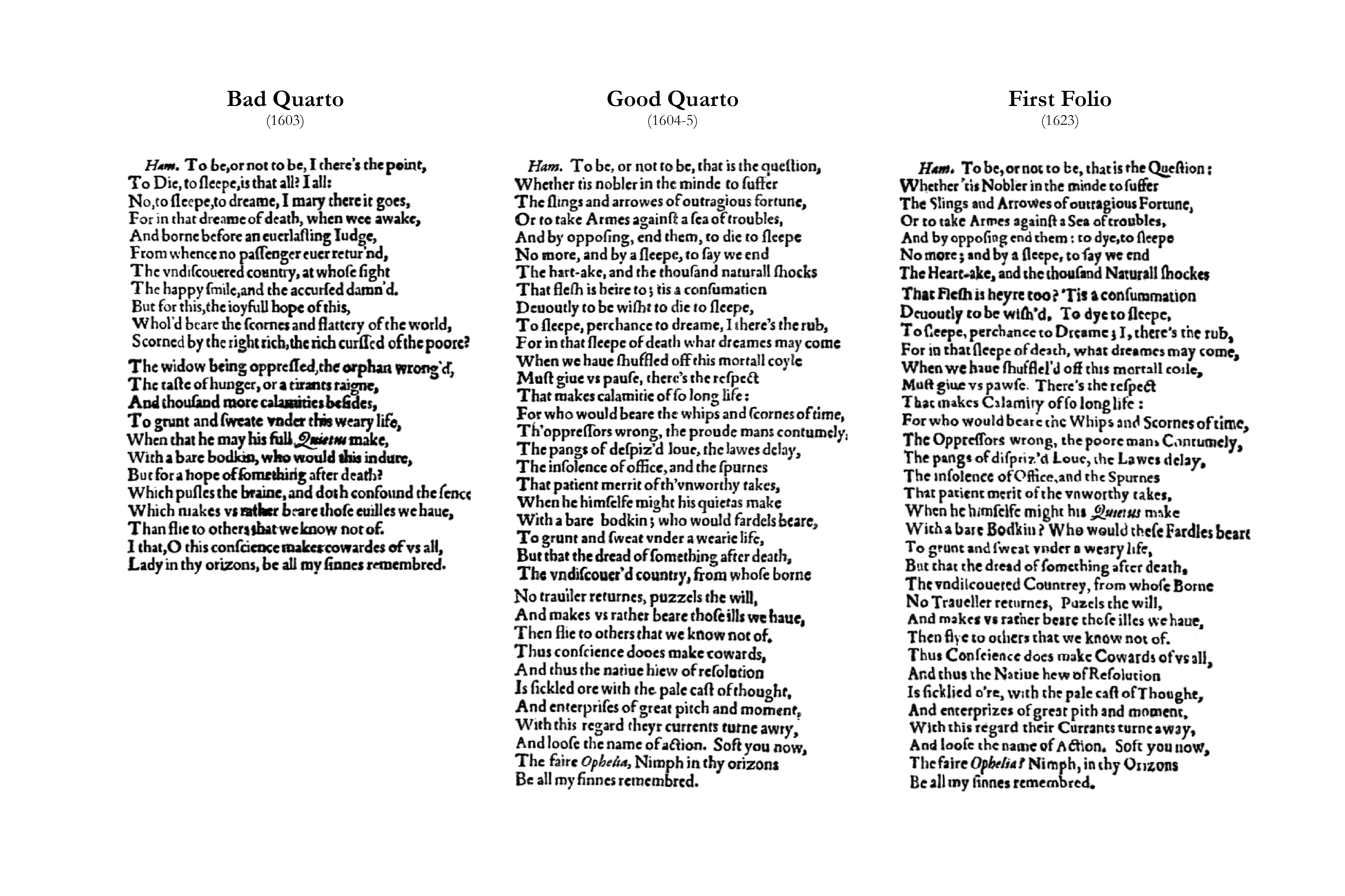
Beispielhafte Vergleichsdarstellung der unterschiedlichen Qualität der ersten drei Druckfassungen von Hamlet als bad quarto, good quarto und Folio-Ausgabe (1603–1623)

Nach dem Erscheinen der ersten Quartoausgaben oder ihrer anschließenden Folgedrucke wurden sie zu einem großen Teil mehrfach neu aufgelegt. Auf die jeweilige textgeschichtliche Abfolge der aufeinander folgenden Quarto-Ausgaben eines bestimmten Werkes wird dabei in der Fachliteratur mit Abkürzungen wie Q1, Q2, Q3 usw. Bezug genommen; entsprechend wird auf die Abfolge verschiedener Folio-Ausgaben eines Stückes mit Kürzeln wie F1 usw. verwiesen.
Insgesamt erschienen etwa 55 Einzelausgaben von Shakespeare-Dramen im Quarto-Format. Ungeachtet der Tatsache, dass Shakespeare seine Werke nahezu ausschließlich als Bühnentexte für ein Theaterpublikum verfasste, stammt auch der überwiegende Teil der historisch überlieferten Zeugnisse, welche die überragende Bedeutung Shakespeares als Autor unter Beweis stellen, von Lesern und nicht von Theaterbesuchern.
Nur in wenigen Einzelfällen lag allerdings den zweiten oder nachfolgenden Quartodrucken ein neueres und verbessertes Manuskript zugrunde, so beispielsweise bei Romeo und Julia (1599) und Hamlet (1604/05). Im Hinblick auf die relative Zuverlässigkeit der handschriftlichen Druckvorlagen ist der Grad der textuellen Autorität der in den frühen Quartos und in der ersten Folio-Gesamtausgabe abgedruckten Textfassungen jedoch sehr unterschiedlich und kann nur mit Hilfe textkritischer Verfahren für jedes einzelne Werk genauer festgestellt werden, die sowohl im Allgemeinen die Druck- als auch die Verlagsverhältnisse im damaligen England sowie im Besonderen auch jene spezifische Indizien oder dokumentarischen Zeugnisse analysieren, die Aufschluss über das Zustandekommen der jeweiligen Druckversionen geben.

## Veröffentlichung von Shakespeareschen Dramentexten in der elisabethanischen Zeit
Autographe Manuskripte aus Shakespeares eigener Hand sind nicht überliefert; ebenso wenig sind externe Hinweise oder sichere Zeugnisse über den genauen Weg erhalten, wie die einzelnen Dramentexte vom Autor selbst oder seiner eigenen bzw. auch anderer Theatertruppen zum Drucker oder Verleger gelangten. Zumeist ist der erste urkundliche Nachweis von der Existenz eines Shakespeare-Werkes eine vom jeweiligen Verleger veranlasste Anmeldung im Stationers’ Register, dem Hauptverzeichnis der Londoner Zunft der Buchhändler, Drucker und Verleger, deren Mitglieder sich damit die Druck- oder Veröffentlichungsrechte für ein Werk als Verlagsprodukt sicherten, da ein „Copyright“ in der heutigen Form zur Shakespeare-Zeit noch nicht existierte.
Die Regelung und Anerkennung der Druck- und Veröffentlichungsrechte sowohl für die verschiedenen Quarto-Ausgaben wie auch für die nachfolgende Folio-Gesamtausgabe war eine rein zunftinterne Angelegenheit; für einen Druck war ein vorheriger Eintrag im Stationers’ Register nicht einmal ausnahmslos eine zwingende Vorbedingung. Eine Sicherung der Urheberrechte der Autoren gab es zu der damaligen Zeit noch nicht; oftmals diente ein solcher Eintrag zur Druckanmeldung im Stationers’ Register einzig dazu, mögliche Raubdrucke verhindern, um derart die Autoren oder aber die Schauspielgruppen, die sich im Besitz der jeweiligen Originalmanuskripte befanden, vor Druckpiraten zu schützen.
Dies blieb mehrfach allerdings erfolglos; die einfache Veröffentlichung eines Werkes genügte mitunter bereits als Nachweis einer Druckberechtigung, sofern der Verleger es verstand, sich in den Besitz des Manuskriptes zu bringen und es ihm gelang, dafür das Imprimatur der elisabethanischen Zensur zu erwirken. Herkunft und Qualität des Manuskriptes waren dabei ohne Belang.
Dramen- oder Schauspieltexte waren im elisabethanischen Zeitalter und elisabethanischen Theaterwesen im Grunde nicht zum Drucken und für eine zusätzliche Veröffentlichung als Literatur gedacht. Sie waren das Rohmaterial, das die Schauspieltruppen für ihre Aufführungen nutzten, somit ein wesentlicher Teil ihres Betriebskapitals und als solche streng gehütet. Eine Veröffentlichung war also nicht im Interesse der Theater oder Schauspieltruppen. Wohl weniger weil man glaubte, dass die Leute lieber lesen statt ins Theater gehen würden, als aus Furcht, dass die Konkurrenz ein erfolgreiches Stück kopieren und vermarkten könnte. Dramen wurden daher in der Regel erst zum Druck freigegeben, wenn sie auf der Bühne abgespielt waren oder Unbefugte ohnehin in den Besitz der Manuskripttexte gelangt waren und sie veröffentlicht hatten.
Dessen ungeachtet vermutet ein Großteil der bisherigen Shakespeare-Forscher, dass Einzeldrucke der Dramen Shakespeares begehrte Verlagsobjekte waren, die bei einem von der Zunft festgesetzten Preis von sechs Pence und einer ebenfalls festgeschriebenen Höchstauflage von 1200 bis 1500 Exemplaren offensichtlich einen sicheren Verkaufserfolg und Gewinn versprachen. Dem stand nur die erwähnte mangelnde Bereitschaft der Theatertruppen entgegen, ihre Bühnentexte herauszugeben und zum Druck freizugeben.
So ist ein Fall von 1600 überliefert, in dem die Schauspieltruppe The Admiral’s Men einem Drucker 40 Schillinge anbot, um ihn vom Druck eines ihrer Stücke, Patient Grisell, abzuhalten. Ebenso trafen im Jahre 1608 einige Londoner Theater eine formelle Übereinkunft, ihre Stücke gegenseitig zu respektieren und nicht zu veröffentlichen.
Die Annahme eines sicheren Verkaufserfolgs dieser Einzeldrucke wird in der neueren Literatur allerdings grundsätzlich in Frage gestellt. So verweist etwa Andrew Murphy in seinem Standardwerk zur Geschichte und Chronologie der Shakespeare-Veröffentlichungen auf Grundlage empirischer Belege darauf, dass allenfalls ein äußerst kleiner Teil für den Drucker und Verleger kurzfristig gewinnversprechend war.
Lange Zeit ging die Shakespeare-Forschung nahezu einhellig davon aus, dass häufiger inoffizielle Raubdrucke erschienen, da manche Drucker mit den Titeln von Erfolgsstücken Profit machen wollten. Diese Ausgaben waren meist von geringer Qualität und wurden als nicht autorisierte Drucke bis zum Ende des 20. Jahrhunderts vor allem von den Vertretern der New Bibliography (oder analytischen Bibliographie) zunehmend in der Editionspraxis und literaturwissenschaftlichen Fachdiskussion terminologisch als sogenannte bad quartos bezeichnet.
Als ein solches Beispiel galt lange Zeit die erste Quarto-Ausgabe von Hamlet aus dem Jahr 1603, die so „korrumpiert“ war, dass ein Leser, der das Stück nicht gesehen hatte, einen völlig anderen Eindruck von dem Werk bekommen musste als bei der Lektüre einer authentischen Textfassung. In diesem Fall machten die Lord Chamberlain’s Men deshalb eine Ausnahme und veranlassten selbst den Druck einer offiziellen Textversion, wohl um dem schlechten Eindruck in der Öffentlichkeit entgegenzuwirken. In der gegenwärtigen Shakespeare Forschung wird dieser ersten Quarto-Ausgabe von Hamlet im Gegensatz dazu etwa von den Herausgebern der Arden Third Series jedoch ein eigenständiger autoritativer Stellenwert zugesprochen und dieser Druck als separate Textausgabe veröffentlicht.
Offensichtlich existierte bei den zeitgenössischen Rezipienten der Dramen Shakespeares neben einem ausgeprägten Interesse an einem unmittelbaren Besuch der Bühnenaufführungen zugleich ein Markt für Dramentexte, die in großer Zahl gedruckt und veröffentlicht wurden. Shakespeare war ein ungewöhnlich erfolgreicher Dramatiker, und so erschienen seine Stücke in immer neuen Ausgaben:
Beispielsweise wurde Richard II. in 6 Ausgaben zwischen 1597 und 1623 (dem Jahr als die offizielle Shakespeare-Anthologie, die Folio, veröffentlicht wurde) gedruckt, Heinrich IV. Teil 1 in 7 Ausgaben ab 1598, Romeo und Julia in 5 Ausgaben ab 1597.

## Raubkopien und mutmaßliche Methoden der Schwarzkopierer
Die Feststellung und der zunächst nicht in Frage gestellte Nachweis der Existenz verschiedener Raubdrucke führte insbesondere bei den Vertretern der bibliographisch und editionskritisch ausgerichteten Shakespeare-Forschung zu der Frage nach der Herkunft und dem Entstehungsweg dieser Raubdrucke und damit verbunden zu dem Versuch einer Erklärung oder Aufhellung der von den Schwarzkopierern eingesetzten Methoden, um an eine Druckvorlage für die piratisierten Veröffentlichungen der jeweiligen Werke zu gelangen.
Die Art der Fehler, die Ungenauigkeiten, die Textkontaminationen und Abweichungen in den nicht autorisierten Drucken ließen verschiedene Methoden der Raubkopierer vermuten, die zum Teil auch in diesen Textdrucken mit einer gewissen Sicherheit festzustellen waren.
Dabei wurden in der bisherigen Shakespeare-Forschung vor allem folgende Hypothesen oder Annahmen vertreten:
So könnte ein Mitglied des Theaters selbst den Text verkauft haben. Da aber innerhalb der Truppe nur wenige – handgeschriebene – Kopien existierten, oft jeweils nur mit dem Text für die einzelne Rolle, musste der betreffende Schauspieler den übrigen Text aus dem Gedächtnis ergänzen. In einer solchen Textausgabe wären dann einige Textpassagen deutlich besser als andere.
Eine weitere Möglichkeit wäre eine Mitschrift während der Aufführung durch einen von interessierten Verlegern ins Theater entsandten Berichterstatter.
Es existierten zu der damaligen Zeit tatsächlich bereits anfängliche Systeme der Kurzschrift in England, beispielsweise die charactery, die im Grunde auf einer Bilderschrift basierte. So konnte man den wesentlichen Sinn dessen, was auf der Bühne gesprochen wurde, niederschreiben, aber poetische Wirkungen und viele Wortspiele mussten dabei verloren gehen. Als Beispiel (entnommen aus dem Buch von Anthony Burgess, Shakespeare, Harmondsworth 1970) möge der berühmte Satz aus Hamlet dienen: „Sein oder nicht sein, das ist hier die Frage“ (to be or not to be that is the question): „Sein“: also schrieb man das Zeichen für „Leben“ – „nicht sein“: das ist das Gegenteil – „Das ist“: hier reichte dann ein Gleichheitszeichen – „die Frage“: das entsprechende Zeichen bedeutete sowohl Frage als auch Unstimmigkeit oder Argument. Und so lautet der berühmte Satz in der Quarto-Ausgabe von 1603 „To be, or not to be, I there’s the point.“
Abgesehen davon, dass ein Stenograph bei einer Theateraufführung vermutlich entdeckt und an seiner Mitschrift gehindert worden wäre, zeigen heutige Untersuchungen zudem, dass die in Frage kommenden Systeme eindeutig nicht leistungsfähig genug waren für die gesamte Mitschrift eines in Spieltempo gesprochenen Bühnentextes. Es hätte daher allenfalls eine stark verkürzte Fassung des Bühnentextes aufgezeichnet werden können, wobei ebenso wenig mögliche Hörfehler auszuschließen wären. Wesentliche Textpassagen müssten sodann später vor der Drucklegung aus der Erinnerung rekonstruiert oder sinngemäß korrigiert worden sein.
Ebenso wenig konnten mit den vorhandenen ersten Arten von Kurzschrift die Feinheiten der Shakespeareschen Sprache adäquat wiedergegeben werden. Im Hinblick auf die „bad quartos“ spricht auch das durchgängig ungleichmäßige Ausmaß der Abweichungen, Korruption und Verderbtheit im Textverlauf der einzelnen Ausgaben höchstwahrscheinlich nach gegenwärtigen Erkenntnissen gegen die Annahme einer stenografischen Mitschrift der aufgeführten Bühnentexte, bei der zwar kein fehlerfreies, jedoch zumindest ein relativ konstantes entweder gutes oder schlechtes Ergebnis zu erwarten gewesen wäre.
Man hätte den ursprünglichen Manuskripttext natürlich auch heimlich entwenden oder unbefugt eine Kopie anfertigen können. Dann wäre das Ergebnis zweifellos eine recht zuverlässige Druckausgabe gewesen; die Manuskripte waren jedoch nach heutigem Wissensstand sehr gut gesichert und nicht so leicht in die Hände zu bekommen, so dass in der Regel aller Wahrscheinlichkeit nach eher die bereits oben genannten Voraussetzungen einer zumindest teilweisen Rekonstruktion aus dem Gedächtnis für die Raubdrucke zutreffen.

## Die sogenannten „bad quartos“
Der Begriff der sogenannten „bad quartos“ im Gegensatz zu den „good quartos“ mit nachgewiesenen Druckrechten wurde Anfang des 20. Jahrhunderts von Alfred W. Pollard vornehmlich im Hinblick auf den Charakter dieser „bad quartos“ als Raubkopien geprägt. Als eingeführter Terminus technicus wurde die Bezeichnung nicht allein von den führenden Vertretern der New Bibliography, zu denen neben Pollard vor allem bekannte Shakespeare-Gelehrte wie Ronald Brunlees McKerrow oder W. W. Greg zählten, für die inoffiziellen Drucke übernommen, sondern fand ebenso weitgehend Eingang und Verwendung in der nachfolgenden Shakespeare-Forschung bis in die Gegenwart hinein als allgemeiner Terminus im Sinne einer Grobeinteilung für jene Drucke im Quarto-Format, die von betrügerischen Mittelsmännern insgeheim als piratisierte Druckausgaben in gestohlenen und zumeist in häufig verdorbenen oder korrumpierten Fassungen in Umlauf gebracht wurden.
Zu diesen „bad quartos“ werden vor allem die bereits von den Herausgebern der Folio-Ausgabe von 1623 als verderbt angeprangerten sogenannten „Contention plays“, d. h. die Teile 2 und 3 von Henry VI (1594 und 1595), die als The First part of the Contention betwixt the two famous Houses of York and Lancaster und The true Tragedie of Richard Duke of Yorke erschienen und beide 1600 und 1619 nachgedruckt wurden,gerechnet sowie Romeo and Juliet (Q1, 1597), Henry V (1600, 1602, 1619), The Merry Wives of Windsor (1602), Hamlet (Q1, 1603) und Pericles (Q1-6, 1609 bis 1635) und nach Ansicht einiger Shakespeare-Gelehrter möglicherweise auch der Quarto-Text The Taming of a Shrew. Andere unautorisierte Quarto-Überlieferungen von Richard III (Q1-6, 1597–1622), King Lear (1608, 1619) und Othello (1622) sind dagegen aus Sicht der heutigen Textkritik qualitativ nicht auf die gleiche Stufe zu stellen wie die zuvor genannten Raubdrucke.
Als charakteristische textliche Merkmale der sogenannten „bad quartos“, aufgrund derer eine unmittelbare Herkunft von autoritativen oder authentischeren Theatermanuskripten mit hoher Gewissheit ausgeschlossen werden konnte, wurden insbesondere durchgängige Wiederholungen, Vorausnahmen, Rückgriffe, eine Fülle kontaminierte Wörter, Phrasen und Zeilen und weitgehende Verflachungen im Ausdruck sowie eine häufig gestörte Metrik und längere Anleihen und Übernahmen sowohl aus anderen Shakespeareschen wie nicht-Shakespeareschen Werken genannt.
Zusammengenommen ließen diese Charakteristika aus Sicht eines überwiegenden Teils der Shakespeare-Forscher und Editoren bis Ende des 20. Jahrhunderts mit hoher Gewissheit auf eine Rekonstruktion der Textfassungen aus dem Gedächtnis schließen und werden daher auch in der gegenwärtigen Fachliteratur teilweise ebenso als sogenannte „reported texts“ oder „memorial reconstructions“ bezeichnet, wobei jedoch keineswegs unter allen Shakespeare-Forschern Einigkeit über die Motivation und Umstände oder gar die Identität der mutmaßlichen Textzwischenträger besteht.
Wenngleich die sogenannten „bad quartos“ in ihrer unautorisierten und überwiegend korrumpierten Gestalt keine authentischen Textfassungen liefern, werden sie in der gegenwärtigen Shakespeare-Forschung von zahlreichen Shakespeare-Gelehrten oder Editoren dennoch vor allem in textkritischer Hinsicht als durchaus relevante dokumentarische Zeugnisse oder Informationsquellen betrachtet, die dazu beitragen, zusätzliche Erkenntnisse über die Theater- und Aufführungspraxis in der elisabethanischen Zeit zu gewinnen.
Alfred W. Pollard betrachtete seinerzeit die von ihm als „bad quartos“ bezeichneten Drucke der Shakespeareschen Dramen, wie bereits oben dargelegt, vornehmlich unter dem Gesichtspunkt der Textpiraterie; vor allem von den anderen führenden Vertretern der New Bibliography bzw. analytischen Bibliographie wurde damit die Vermutung verknüpft, dass die Druckvorlage für die Raubdrucke mittels einer kurzschriftartigen Aufzeichnung des gespielten Bühnentextes erstellt wurde, wobei deren jeweils unvollständigen oder fehlenden Passagen durch eine Gedächtnisrekonstruktion ersetzt worden seien.
Mit der zunehmenden Aufgabe dieser Kurzschrifthypothese in der gegenwärtigen Shakespeare-Forschung verlor Pollards Annahme von den raubdruckerischen Praktiken allerdings zunehmend an Gewicht, während dagegen an der Vorstellung von Textvermittlern festgehalten wurde. Diese hätten, wie nun zunehmend angenommen wird, die originalen Stücke oder zumindest authentische Theaterversionen dieser Werke gesehen oder gehört, wenngleich womöglich in gekürzter oder sonst wie modifizierter Form, oder gar als Mitwirkende in der Theater- und Bühnenpraxis genauer gekannt und aus ihrer Erinnerung handschriftlich aufgezeichnet oder diktiert.
So geht man davon aus, dass beispielsweise Romeo and Juliet Q1, The Merry Wives of Windsor und Hamlet Q1 mit großer Gewissheit erkennen lassen, dass diese Textfassungen von Schauspielern, die in Aufführungen der authentischen Stücke eine Nebenrolle hatten, reproduziert wurden. Während ihre eigenen Rollen häufig nahezu wortgetreu wiedergegeben werden, und Szenen, in denen sie mitspielten, zumindest annähernd festgehalten werden, bleiben jene Teile der Dramen, in denen sie keinen Auftritt hatten, demgegenüber relativ schemenhaft oder verschwommen. Ebenso spreche die Formulierung verschiedener Bühnenanweisungen gleichsam vom Standpunkt eines mitwirkenden Spielers aus für die Mitwirkung von Schauspielern an der Erstellung dieser sogenannten „bad quartos“. Allerdings bestehe ebenso die Möglichkeit, dass andere mit den Originalen vertraute Personen, wie etwa Theaterschreiber oder Souffleure, an der Rekonstruktion oder Herstellung der jeweiligen Textvorlagen für die unautorisierten Drucke der „bad quartos“ beteiligt gewesen sein könnten.
Darüber hinaus wird in der heutigen Diskussion ebenso vermutet oder von einem Teil der Forscher sogar als nachgewiesen angesehen, dass vor allem im Falle von Romeo and Juliet, Hamlet Q1 und Q Henry V jene Texte, von denen anschließend „bad quartos“ gedruckt wurden, zunächst zu Aufführungszwecken, etwa für Tourneen verkleinerter Schauspieltruppen in der Provinz, erstellt wurden. Aufgrund verschiedener Texteingriffe oder Redaktionen, wie Umstellungen in der Szenenfolge oder Kürzungen bestimmter Textpassagen, gilt diese Annahme beim gegenwärtigen Diskussionsstand überwiegend als sehr wahrscheinlich.
So deutet beispielsweise bei Hamlet Q1 die Textgestalt des Hamlet-Dramas Der bestrafte Brudermord, das von englischen Schauspieltruppen bei Auftritten in Deutschland gespielt wurde, in diese Richtung, da der unautorisierte Q1 Druck von Hamlet der in Deutschland gespielten Version des Dramas wesentlich nähersteht als den Textfassungen sowohl von Q2 als auch von F1.
Eine wachsende Zahl der heutigen Shakespeare-Editoren oder Gelehrten tendiert auf diesem Hintergrund mittlerweile grundsätzlich dazu, für die gesamte Gruppe der „bad quartos“ das Postulat zu vertreten, dass sie reguläre Kürzungen oder Veränderungen für Provinzaufführungen darstellten oder zumindest auf solche Bearbeitungen in der Theaterpraxis („prompt books“) zurückzuführen seien.
Diese Hypothese ist zudem bestandsfähig auch ohne die gleichzeitige Annahme eines schlechteren Textsubstrates im Gegensatz zu anderen besser überlieferten Fassungen der Shakespeareschen Werke. Die sogenannten „bad quartos“ könnten daher im Kontext der gegenwärtigen literatur- oder theaterwissenschaftlichen und editionskritischen Diskussion über die Shakespeare-Dramen weiter dazu beitragen, die Relevanz divergierender Texttradierungen einschließlich ihres jeweiligen Potentials als Widerspiegelungen unterschiedlicher Werkfassungen aufzuhellen.
Im Unterschied dazu hält Barbara A. Mowat allerdings die Theorie der bad quartos zur Unterscheidung von anderen Drucken oder Shakespeare’schen Manuskripten für empirisch nicht haltbar. Ihr zufolge findet in der gegenwärtigen Shakespeare-Forschung ein Paradigmenwechsel statt: die Hypothese der bad quartos mit regelhaften charakteristischen Merkmalen wird weitgehend als „invalid and void“ („hinfällig und nichtig“) aufgegeben.

## Textkritik und editionsgeschichtlicher Hintergrund
Etwa die Hälfte der Stücke Shakespeares, die 1623 in der ersten Folio-Edition erschienen, waren schon vorher in mehr oder weniger schlechten Druckausgaben auf dem Markt, so etwa Richard III., Titus Andronicus, Verlorene Liebesmüh, Romeo und Julia, Ein Sommernachtstraum, Richard II., Der Widerspenstigen Zähmung, Der Kaufmann von Venedig, Heinrich IV. Teil 1 und 2, Viel Lärm um nichts, Troilus und Cressida, Hamlet, König Lear, Perikles, Prinz von Tyrus, Othello, Heinrich V. und Die lustigen Weiber von Windsor.
Im 18. Jahrhundert entwickelten sich die Anfänge der Textkritik, die sich um die Wiederherstellung der nicht einwandfrei überlieferten Shakespeare-Stücke bemühte. Die frühen Herausgeber nutzten vornehmlich die Methode der Konjektur, mithin der Textverbesserung durch Mutmaßung, um die ihnen als korrupt oder verdorben erscheinenden Passagen in den Quarto-Ausgaben oder der Folio-Edition durch Fassungen zu ersetzen, die bei deutlicher Ähnlichkeit im Wortlaut semantisch oder syntaktisch besser in den jeweiligen Kontext passten, und derart die dunklen Stellen verständlicher werden ließen. Der überwiegende Teil der in modernen Shakespeare-Ausgaben zu findenden substanziellen Korrekturen oder Änderungen geht auf diese Textkorrekturen aus dem 18. Jahrhundert zurück.
Eine Schwäche der frühen Textkritik bestand allerdings darin, dass die ersten Editoren in ihren ausgiebigen und rastlosen Verbesserungsbemühungen oftmals weit über das ursprüngliche Ziel hinausgingen und teilweise auch ohne zwingenden Anlass die Dramen mit einer Unzahl von sachlich keinesfalls erforderlichen oder objektiv kaum begründbaren Emendationen versahen. Erst im weiteren Verlauf der jüngeren Shakespeare-Editionen wandelte sich diese extrem aktive oder eingriffsfreudige, teilweise auch auf rein subjektiven Geschmacksurteilen beruhende Haltung in der Textkritik zu einer eher vorsichtigen oder konservativen Position, die den erhalten gebliebenen Text der Erstdrucke so weit wie möglich unberührt lässt. Insbesondere seit dem Beginn des 19. Jahrhunderts wurden die häufig vorbehaltslosen Emendationstätigkeiten quasi im Sinne einer Anti-Emendationsposition stark eingeschränkt. In der Folge verschwanden nach und nach zahlreiche alte Emendationen in den bedeutsamen jüngeren wissenschaftlichen Ausgaben mit der Absicht, dem Ursprungstext wieder Stück für Stück näherzukommen.
Dabei vollzog sich im gegenwärtigen Editionswesen ein grundlegender Wandel: Die vorherige Grundannahme, dass es bei jedem Stück nur eine einzige autoritative Version gegeben habe, die von der Textkritik wiederzustellen sei, wurde aufgegeben. Neue Erkenntnisse über den Überlieferungsweg vom autographen Manuskript zu den ersten Druckfassungen der Quartos und der Folio-Ausgabe von 1823 führten nunmehr zu der Annahme, dass zumindest der überwiegende Teil der Shakespeare-Stücke schon zu dessen Lebzeiten unter Beteiligung des Autors selber und anderer Theaterleute in der Aufführungspraxis einen kontinuierlichen Veränderungsprozess durchlaufen habe, der den Versuch der Wiederherstellung eines einzigen autoritativen Ausgangstextes mit alleiniger Geltungskraft unmöglich mache.
Unter den verschiedenen gedruckten Fassungen ist im Hinblick auf die Abweichungen nicht zwangsläufig eine einzelne Version authentischer oder weniger korrupt als eine andere, sondern es kann sich dabei durchaus um unterschiedliche Momentaufnahmen aus dem Prozess der Veränderungen in der damaligen Aufführungsgeschichte oder -praxis der Werke handeln. So werden gegenwärtig zum Teil Dramen mit an wesentlichen Stellen differierenden Überlieferungen wie beispielsweise Hamlet oder König Lear in ihren unterschiedlichen Fassungen jeweils als gesonderte Werke eigenen Rechts herausgegeben.
Dennoch muss eine kritische Untersuchung der verschiedenen überlieferten Textversionen darum bemüht sein, den von Shakespeare verfassten Originaltexten gegebenenfalls in ihren überarbeiteten oder revidierten Fassungen möglichst nahezukommen. Auf diesem Hintergrund gelten für einen gewissenhaften gegenwärtigen Herausgeber unter anderem folgende Regeln oder Anforderungen:
- Eigentlich wäre das Originalmanuskript des Autors die Grundlage. Von Shakespeare selber sind jedoch keinerlei (hand-)schriftliche oder sonstige Aufzeichnungen seiner Stücke erhalten geblieben.

- Demnach muss diejenige Textüberlieferung herangezogen werden, die dem Original zeitlich und räumlich am nächsten liegt. Das ist im Allgemeinen ein erster erhalten gebliebener Quarto-Druck. Wie jedoch am Beispiel von Hamlet erkennbar ist, kann die erste gedruckte Ausgabe teilweise von ungewöhnlich schlechter Qualität sein. In diesem Fall liegt es dann näher, eine nachfolgende, weniger korrumpierte und bereits revidierte oder korrigierte Ausgabe als Textgrundlage für eine heutige Edition zu verwenden.

- Ebenso müssen Rechtschreib- und Druckkonventionen der Zeit berücksichtigt werden, da der Drucker einen Originaltext möglicherweise nach seinem eigenen Geschmack verändert oder insbesondere an schwer lesbaren Stellen „verbessert“ hat. Offensichtliche Druckfehler sind dagegen relativ leicht zu erkennen. Wenn Sätze völlig sinnlos sind, muss wohl ein Fehler bei der Drucksetzung vorliegen. Dennoch ist eine solche Entscheidung häufig eine Interpretationsfrage, bei der die verschiedenen Editoren in vielen Fällen in ihren textkritischen Lesarten nicht übereinstimmen.

- Da die Folio-Edition von 1623 als Gedenkausgabe von den damaligen Verlegern mit einer gewissen Sorgfalt herausgegeben wurde, kann ihr bei offensichtlichen Unstimmigkeiten zwischen den verschiedenen erhaltenen Textfassungen im Zweifelsfall eher der Vorzug gegeben werden. Allerdings darf dabei nicht zwangsläufig von einer größeren Originalnähe der Folio-Textfassungen ausgegangen werden, da deren Herausgeber für den Druck das verwendeten, was sie gerade in ihren Händen hatten: möglicherweise gute autographe Manuskripte, aber auch Abschriften von Abschriften, gute Quartos ebenso wie schlechte. so ist bei etwa 15 Dramen in der Folio-Edition die hier vorliegende Textfassung der einer früheren Quarto-Ausgabe unterlegen, so dass die Textsituation je nach Drama sehr unterschiedlich sein kann.[18]

Eine wissenschaftlich fundierte textkritische Ausgabe von Shakespeares Werken sollte in jedem Fall die genaue Quelle einzelner Textstellen angeben sowie eine Begründung für den Vorzug der einen gegenüber der anderen Fassung enthalten, die zudem im Textkommentar oder Anmerkungsapparat an den entsprechenden Stellen jeweils mit abgedruckt werden sollte, um dem Leser ein eigenes Urteil zu ermöglichen.

### Übersichtsdarstellungen (Auswahl)
- Gabriel Egan: The Struggle for Shakespeare’s Text. Twentieth-Century Editorial Theory and Practice. Cambridge University Press 2010, ISBN 978-0-521-88917-9, hier insbes. Kapitel 3: Intermezzo: the rise and fall of the theory of memorial reconstruction., S. 100–128.
- Andrew Murphy: Shakespeare in Print. A History and Chronology of Shakespeare Publishing. Cambridge University Press 2003 (erweiterte Neuauflage 2021), ISBN 978-0-521-04600-8.
- Margaret Jane Kidnie und Sonia Massai (Hrsg.): The Arden Research Handbook of Shakespeare and Textual Studies, Cambridge University Press 2015, ISBN 978-1-107-02374-1.
- Ina Schabert (Hrsg.): Shakespeare-Handbuch. Die Zeit, der Mensch, das Werk, die Nachwelt. 5., durchgesehene und ergänzte Auflage. Kröner, Stuttgart 2009, ISBN 978-3-520-38605-2, hier insbesondere S. 192–234.
- Ulrich Suerbaum: Der Shakespeare-Führer. 3. durchgesehene und ergänzte Auflage, Reclam, Ditzingen 2015, ISBN 978-3-15-020395-8, S. 357–371, hier insbesondere S. 29ff. und S. 47ff.
- Ulrich Suerbaum: Shakespeares Dramen. Francke Verlag, Tübingen und Basel 1996, UTB, Stuttgart 2001, ISBN 3-8252-1907-0, S. 302–312.